# Náboženství v Jižní Koreji
Náboženství v Jižní Koreji (sčítání 2015)
Náboženská situace v Jižní Koreji je složitá a rychle se vyvíjí, což znesnadňuje její popis. Tradiční asijská náboženství si dosud uchovala určitý vliv, který ale zřetelně upadá ve prospěch křesťanství a agnosticismu. Podle statistik z roku 2005 sestavených vládou se téměř polovina obyvatel nehlásí k žádnému náboženství. Početně nejvíce zastoupeným náboženstvím je křesťanství, k němuž se hlásí necelých 30 % obyvatel (z toho asi 2/3 protestantů a 1/3 katolíků) a až po něm následuje tradičnější buddhismus (necelých 23 %). Podíly příslušníků jiných náboženství aktuálně nepřesahují 0,5 %.

## Křesťanství
Ke křesťanství se hlásí zhruba 30 % obyvatel Jižní Koreje, což je činí nejrozšířenějším náboženstvím v zemi. Jeho podíl navíc dále roste. Zhruba 2/3 z tohoto počtu tvoří protestanti, kteří jsou ovšem roztříštěni do většího počtu denominací, takže největší církví je římskokatolická církev, která shromažďuje zbylou třetinu křesťanů (asi 10 % obyvatelstva) a poměrně rychle roste jak v počtu řadových věřících, tak i kněží a řeholnic.
Křesťanství hrálo velkou roli při formování vzdělávacího systému v Koreji. I dnes v Jižní Koreji tvoří 24% soukromých středních škol, školy křesťanské. V době dynastie Joseon (1392–1910) misionáři napomohli k rozšíření vzdělávání i mezi děti z nižší vrstvy obyvatelstva místo pouze dětí členů vládnoucí vrstvy. Dále také dalo možnost vzdělávání ženám, které do té doby, byly vzdělávány jen členy své rodiny. V roce 1886 založila Mary F. Scranton, členka americké metodistické církve, Ehwa School – první dívčí školu v Koreji. V pozdním 19. a 20. století se ve spojení společenským a politickým vlivem, který křesťanští misionáři měli, křesťanství stalo symbolem moderní civilizace. Korea procházela modernizací především v době koloniální nadvlády Japonska, při které se snažila přiblížit vzoru západních zemí světa. Po demokratizaci Jižní Koreje v roce 1987 pak začínaly vystávat problémy a protestantské církve jsou někdy viděny jako předmět rozporu ve společnosti.
Ve 20. století se rozvinula zejména protestantská misie. Korejské křesťanství se vyznačuje velkým misijním zápalem a dokonce korejští misionáři cestující po Evropě zavítají i do České republiky (viz Kostel u Jákobova žebříku, ale i další misie v Praze a Plzni, ale také například v Ostravě). 

Od této zejména protestantské tradice (Presbyterní církev v Koreji, ale i jiné, evangelikální církve) je třeba oddělit některé případy sekt a nových náboženských hnutí - Man Hee Lee a další.
Církve v Jižní Koreji se často zapojují i do mírových aktivit..
Náboženský infoservis informoval i o aktivitách církví v průběhu Zimních olympijských her v roce 2018.

A téhož roku přinesl zmíněný portál informace shrnující korejskou misii v České republice, článek víceméně odpovídá realitě aktuální náboženské scény (s přihlédnutím k probíhajícímu dění kolem církve Shincheonji).

## Buddhismus
Buddhismus (korejsky 불교 Bulgyo) se do Koreje rozšířil z Číny v období tří království (4. století). Nicméně v době dynastie Joseon (1392–1910) byl Buddhismus utlačen do pozadí ustanovením Konfucianismu jako národní ideologie a náboženství. Toto trvalo dalších 500 let, kdy Buddhističtí mniši byli vykázáni z měst. Proto se většina Buddhistických chrámů nachází v horách. Dnes je Buddhismus v Jižní Koreji praktikován především na východě země. Jmenovitě v provinciích Yeongnam a Gangwon, ale také na ostrově Jeju.